# Joshua Close
Joshua Close (Oakville, 31 agosto 1981) è un attore canadese.

## Filmografia

### Cinema
- K-19, regia di Kathryn Bigelow (2002)
- Adam & Eve, regia di Izidore K. Musallam (2002)
- Twist, regia di Jacob Tierney (2003)
- Una casa alla fine del mondo, regia di Michael Mayer (2004) - non accreditato
- The Exorcism of Emily Rose, regia di Scott Derrickson (2005)
- The Third Eye, regia di Leah Walker (2007)
- 14 anni vergine (Full of It), regia di Christian Charles (2007)
- Le cronache dei morti viventi, regia di George A. Romero (2007)
- Ultimatum alla Terra, regia di Scott Derrickson (2008)
- The Dead Sleep, regia di Vicki de Mey (2010)
- Thorne: Sleepyhead, regia di Stephen Hopkins (2010)
- Isolation, regia di Stephen Kay (2011)
- In Their Skin, regia di Jeremy Power Regimbal (2012)
- The Master, regia di Paul Thomas Anderson (2012)
- The Privileged, regia di Leah Walker (2013)
- La regola del gioco, regia di Michael Cuesta (2014)
- Premonitions, regia di Afonso Poyart (2015)
- North, regia di Matthew Ogens (2016)
- Monica, regia di Andrea Pallaoro (2022)

### Televisione
- Undressed - serie TV, 1 episodio (1999)
- Sex & the Single Mom, regia di Don McBrearty - film TV (2003)
- Tarzan - serie TV, 1 episodio (2003)
- Blue Murder - serie TV, 2 episodi (2003-2004)
- Life as We Know It - serie TV, 3 episodi (2004)
- L'uomo che perse se stesso, regia di Helen Shaver - film TV (2005)
- The Unusuals - I soliti sospetti - serie TV, 10 episodi (2009)
- The Pacific - miniserie TV, 2 puntate (2010)
- The Glades - serie TV, 1 episodio (2010)
- Law & Order: Los Angeles - serie TV, 1 episodio (2010)
- The Craigslist Killer, regia di Stephen Kay - film TV (2011)
- Republic of Doyle - serie TV, 1 episodio (2011)
- Justified - serie TV,  2 episodi (2013)
- Rake - serie TV, 1 episodio (2014)
- Fargo - serie TV, 6 episodi (2014)
- Legends - serie TV, 2 episodi (2014)
- L'esercito delle 12 scimmie - serie TV, 1 episodio (2015)
- The Blacklist - serie TV, 1 episodio (2015)
- Person of Interest - serie TV, 4 episodi (2016)
- La verità sul caso Harry Quebert - miniserie TV, 10 puntate (2018)

## Doppiatori italiani
- Fabrizio Picconi in Le cronache dei morti viventi, Person of Interest
- Emiliano Coltorti in 14 anni vergine, The Blacklist
- David Chevalier in The Unusuals - I soliti sospetti
- Riccardo Rossi in The Glades
- Alessio Cigliano in Justified
- Edoardo Stoppacciaro in The Master
- Guido Di Naccio in Fargo
- Alessandro Quarta in Premonitions